# Ocean Parkway (metropolitana di New York)
Ocean Parkway è una stazione della metropolitana di New York, situata sulla linea BMT Brighton. Nel 2014 è stata utilizzata da 969 271 passeggeri.
È servita dalla linea Q Broadway Express, sempre attiva.